# Ficus hebetifolia
Ficus hebetifolia là một loài thực vật thuộc họ Moraceae. Loài này có ở Brasil, Colombia, và Guyana.